# Old Alresford
Pour les articles homonymes, voir Alresford.
Old Alresford est un village et une paroisse civile du Hampshire, en Angleterre. Il est situé à environ 1 km au nord de la ville de New Alresford, à 12 km au nord-est de la cité de Winchester, et à  20 km  au sud-ouest de la ville d’Alton.
Pendant le XVIIIe siècle, le club de cricket de Alresford était l’un des plus forts d’Angleterre.  
En 1851, George Sumner, fils de l’évêque de Winchester Charles Richard Sumner, devient recteur du village. Son épouse Mary Sumner y lança une organisation de femmes anglicanes,  la  Mothers' Union  (Union des mères) qui a maintenant essaimé dans tout le pays.
En 1986, à la suite de la clôture de l’école et du bureau de poste du village, une société dramatique fut créée à Old Alresford,  The Old Alresford Dramatic Society (T.O.A.D.S.) ; son objectif était d’assurer la cohésion du village. Cette compagnie représente une pantomime chaque décembre, ainsi qu’un spectacle de printemps, en général en mai. 

## Personnalités
- Eardley Knollys (1902-1991), marchand et collectionneur d'art